# 阿德苏维亚
阿德苏维亚，是西班牙巴伦西亚自治区阿利坎特省的一个市镇。总面积15km2，总人口550人（2001年），人口密度37人/km2。